# Sigfrido di Ratisbona
Sigfrido di Ratisbona (1188 – 19 marzo 1246) è stato un vescovo cattolico tedesco.
Poiché solo una minoranza del capitolo del Duomo aveva designato come vescovo il prevosto del Duomo, Gottfried (che li ricompensò con beni ecclesiastici), intervenne papa Gregorio IX facendo sì che il cantore del capitolo del Duomo di Magonza Sigfrido diventasse il nuovo vescovo di Ratisbona, a seguito di una scelta obbligata in nuova elezione.
Con lui Federico II di Svevia ebbe un fedele seguace, che venne da lui nominato nel 1230 cancelliere imperiale. Sigfrido trasse vantaggio dalla delibera imperiale di Ravenna, nella quale vennero limitati i diritti delle città episcopali a favore dei vescovi. Le colpe di Sigfrido portarono ad un'ispezione su incarico del Papa, che si concluse con una scomunica contro Sigfrido. Come avversario in questa controversia con il Papa, Sigfrido ebbe l'incaricato pontificio Albert von Behaim. La rottura con Federico II non costò a Sigfrido solo il cancellierato, ma l'imperatore rafforzò anche i diritti della città di Ratisbona, il che implicò anche una rivalutazione di essa come città imperiale.
Nel 1240 venne fondata l'abbazia di Pielenhofen, che Sigfrido incentivò con l'incorporazione nella medesima della parrocchia di Pielenhofen.